# Хаханова Ірина Віталіївна
Хаханова Ірина Віталіївна — професор кафедри автоматизації проектування обчислювальної техніки (АПОТ) Харківського національного університету радіоелектроніки (ХНУРЕ), член спеціалізованої вченої ради, доктор технічних наук, професор.

## Освіта та кар’єра
У 1994 році закінчила Харківський національний університет радіоелектроніки за спеціальністю «Обчислювальні машини, комплекси та мережі» (кваліфікація – інженер-системотехнік).
У 1998 році захистила дисертацію на здобуття наукового ступеня кандидата технічних наук, у 2008 захистила докторську дисертацію за спеціальністю 05.13.05 – Комп’ютерні системи та компоненти. Тема дисертації: «Моделі і методи системного проектування обчислювальних структур на кристалах для цифрової обробки сигналів».
05.13.12 «Системи автоматизації проектування». Тема: Структурно-функціональні алгоритми проектування процедур діагностування цифрових модулів. Захист 01.12.1998 р на засіданні спеціалізованої вченої ради ХТУРЕ
Спеціальність: 05.13.05 «Комп’ютерні системи та компоненти».  Тема: Моделі і методи системного проектування обчислювальних структур на кристалах для цифрової обробки сигналів. Захист в 29.10.2008 р. в ХНУРЕ

## Освітня діяльність
Викладає дисципліни: 
- Мови опису апаратних засобів,
- Цифрові системи на основі програмованої логіки.

## Наукова діяльність
Наукові інтереси: проектування обчислювальних пристроїв за допомогою мов опису апаратури, цифрова обробка сигналів